# مارک کون
مارک  کُوْن (انگلیسی: Marc Cohn؛ زادهٔ ۵ ژوئیهٔ ۱۹۵۹) یک موسیقی‌دان اهل ایالات متحده آمریکا است. وی از سال ۱۹۹۱ میلادی تاکنون مشغول فعالیت بوده‌است.